# Porte et tours du Vieux-Port de Cognac
L'ensemble Porte et tours du Vieux-Port de Cognac encore nommé  porte Saint-Jacques est un monument situé sur les quais de la Charente dans la commune française de Cognac, département de la Charente. La porte et les tours faisaient partie de l'enceinte de la ville.

## Historique
Au Moyen Âge, la ville de Cognac était protégée par des murailles et adossée au fleuve. Les remparts étaient percés de trois portes, la porte Saint-Martin au sud, la porte angoumoisine à l'est et la porte Saint-Jacques à l'Ouest. La ville était reliée au quartier Saint-Jacques, de l'autre côté du fleuve par un pont qui donnait sur cette porte.
Les premières tours datant du XIIe siècle étaient carrées et c'est vers 1500 qu'ont été élevées les tours rondes actuelles. Le pont médiéval a été détruit en 1855 (le pont neuf avait été terminé en 1850).
Des travaux ont été entrepris au XIXe siècle, en 1816 puis de 1819 à 1824 sous la direction de Paul Abadie, de 1828 à 1839 puis en 1897 et en 1972.
Les tours ont servi de prison après la révolution, de 1789 jusqu'en 1860.
La porte et les tours du Vieux-Port de Cognac ont été inscrits monument historique par arrêté du 15 mai 1925.
La porte Saint-Jacques est retenue le 30 août 2021 parmi les monuments bénéficiaires du Loto du patrimoine. Au mois de décembre de la même année, la Mission Bern accorde une subvention de 250 000 euros à la communauté de communes Grand Cognac pour aider à la rénovation de l'édifice. Les travaux de rénovation débutent en décembre 2023.

## Architecture
Les tours sont construites en blocage à parement de pierre de taille de calcaire local.
Chaque tour possède deux salles à voûte en berceau plein-cintre. La terrasse est dallée de pierres.
Les gargouilles ajoutent un décor sculpté.

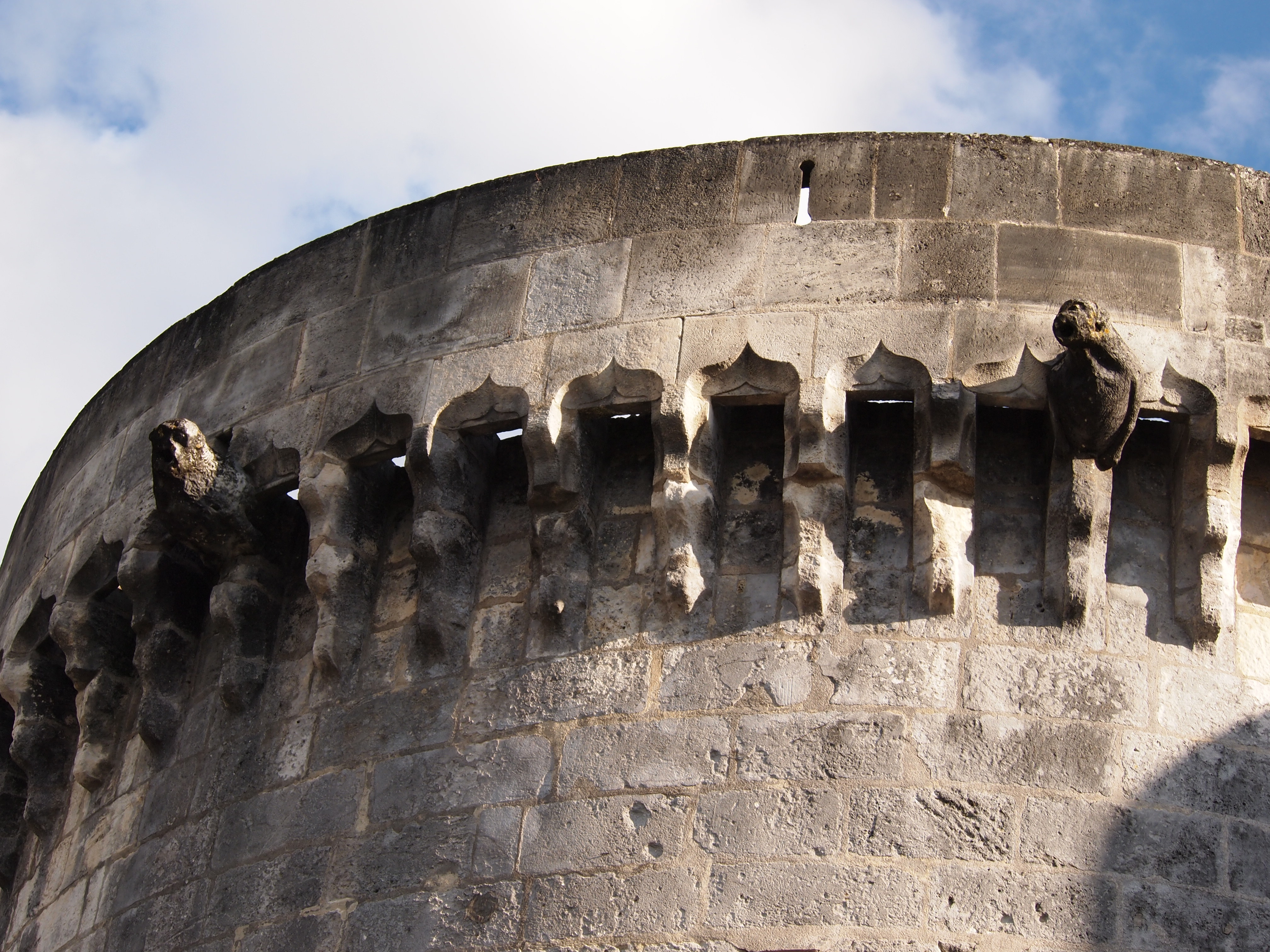
Gros plan sur les gargouilles
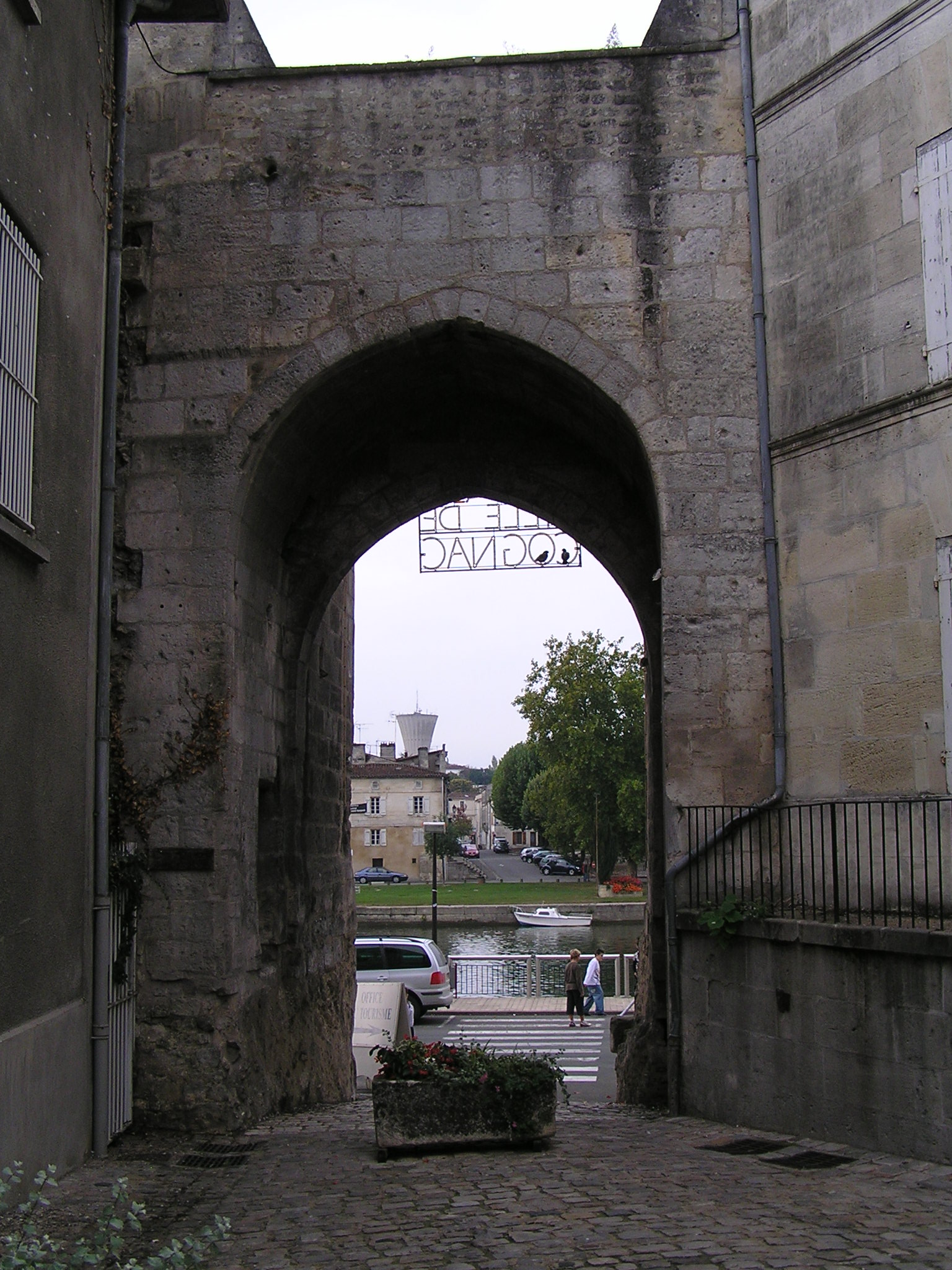
la porte en regardant vers les quais et la Charente
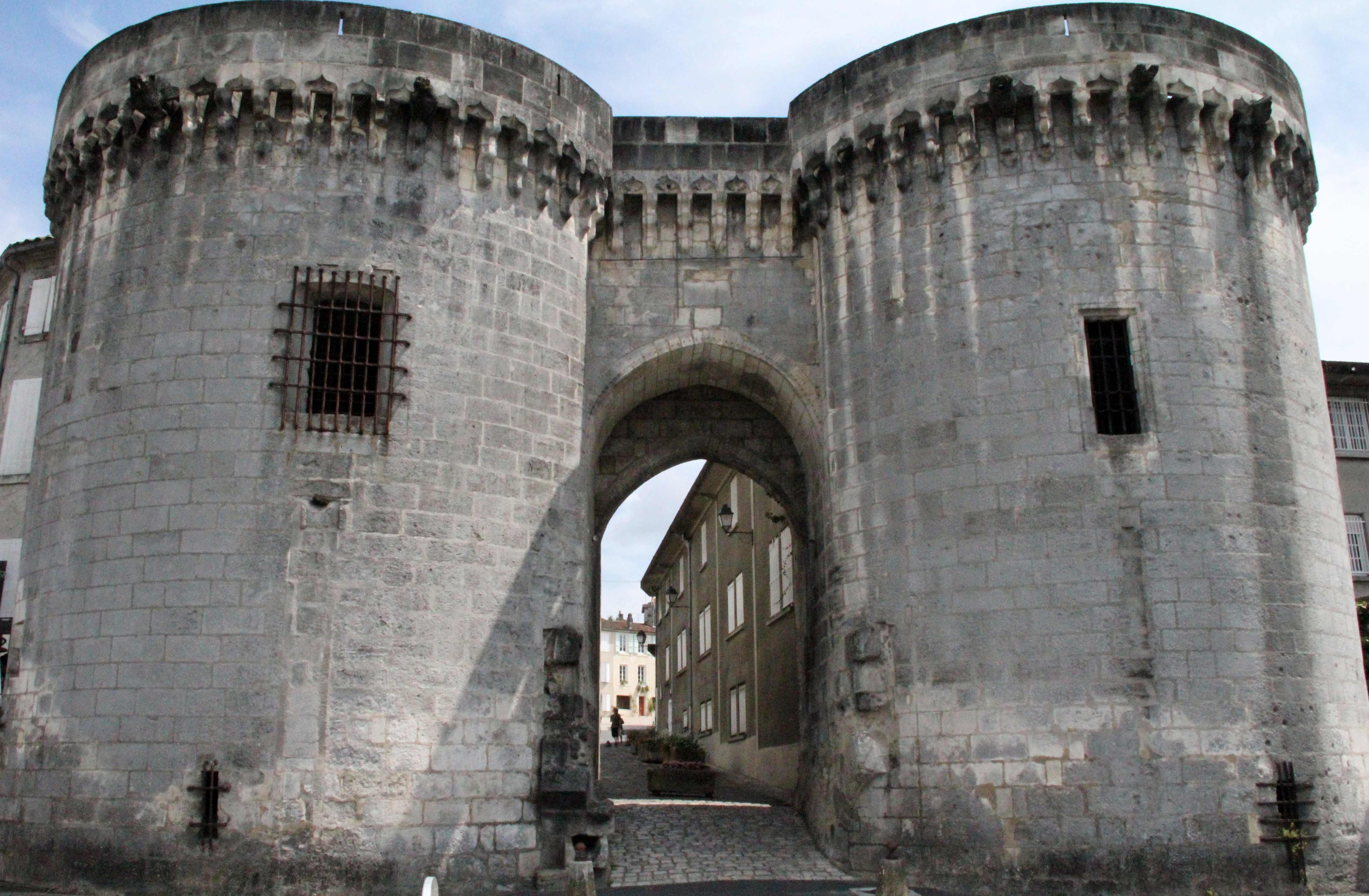
les tours en gros plan